# Хэнань
Хэна́нь (кит. упр. 河南, пиньинь Hénán, буквально: «к югу от реки») — провинция на востоке центральной части Китая. Административный центр и крупнейший город — Чжэнчжоу. Согласно переписи 2020 года в Хэнани проживало 99,365 млн человек.

## География
Занимаемая провинцией площадь 166 310 км² (18-е место).

## История
Хэнань — одна из колыбелей китайской культуры. На территории провинции имеются важнейшие археологические памятники: древние городища Пэйлиган (возраст — 7000 лет назад), Яншао (6000 лет) и Дахэ (5000 лет). На протяжении многотысячелетней истории китайской цивилизации более 20 империй устанавливали или переносили столицы своих государств в Хэнань. По количеству подземных культурных ценностей Хэнань на первом месте в Китае, по количеству наземных культурных ценностей — на втором месте. Три из семи древних китайских столиц находятся в Хэнани — это Лоян, Кайфэн и Аньян. Кроме того, имеется три культурно-исторических города государственного уровня: Наньян, Шанцю и Чжэнчжоу.
Древнейшие китайские государства — Ся (3 тысячелетие до н. э.) и Шан, сменившее Ся в XVI веке до н. э., возникли на территории Хэнани.

## Население
По данным переписи населения КНР 2010 года, первые пять народностей по численности населения в  провинции Хэнань были следующие:
| Народность | Население  | Процент   |
| ---------- | ---------- | --------- |
| ханьцы     | 92 908 354 | 98,81 %   |
| хуэй       | 957 964    | 1,02 %    |
| монголы    | 63 473     | 0,068 %   |
| маньчжуры  | 55 493     | 0,059 %   |
| буи        | 5958       | 0,00059 % |

## Административное деление
До 2014 года провинция делилась на 17 городских округов и один город субокружного уровня (городской уезд, подчиняющийся напрямую властям провинции). С 1 января 2014 года в прямое подчинение властям провинции перешли ещё 6 уездов и 4 городских уезда. В 2019 году уезд Чанъюань стал городским уездом, и поэтому теперь провинция делится на 17 городских округов, 6 городов субокружного уровня и 5 уездов провинциального подчинения.
| Карта | №          | Русское название | Китайское название | Пиньинь                         | Статус |
| ----- | ---------- | ---------------- | ------------------ | ------------------------------- | ------ |
|       |            |                  |                    |                                 |        |
| 1     | Чжэнчжоу   | 郑州市           | Zhèngzhōu shì      | Городской округ                 |        |
| 2     | Аньян      | 安阳市           | Ānyáng shì         | Городской округ                 |        |
| 3     | Хэби       | 鹤壁市           | Hèbì shì           | Городской округ                 |        |
| 4     | Цзяоцзо    | 焦作市           | Jiāozuò shì        | Городской округ                 |        |
| 5     | Кайфэн     | 开封市           | Kāifēng shì        | Городской округ                 |        |
| 6     | Лохэ       | 漯河市           | Luòhé shì          | Городской округ                 |        |
| 7     | Лоян       | 洛阳市           | Luòyáng shì        | Городской округ                 |        |
| 8     | Наньян     | 南阳市           | Nányáng shì        | Городской округ                 |        |
| 9     | Пиндиншань | 平顶山市         | Píngdǐngshān shì   | Городской округ                 |        |
| 10    | Пуян       | 濮阳市           | Púyáng shì         | Городской округ                 |        |
| 11    | Саньмэнься | 三门峡市         | Sānménxiá shì      | Городской округ                 |        |
| 12    | Шанцю      | 商丘市           | Shāngqiū shì       | Городской округ                 |        |
| 13    | Синьсян    | 新乡市           | Xīnxiāng shì       | Городской округ                 |        |
| 14    | Синьян     | 信阳市           | Xìnyáng shì        | Городской округ                 |        |
| 15    | Сюйчан     | 许昌市           | Xǔchāng shì        | Городской округ                 |        |
| 16    | Чжоукоу    | 周口市           | Zhōukǒu shì        | Городской округ                 |        |
| 17    | Чжумадянь  | 驻马店市         | Zhùmǎdiàn shì      | Городской округ                 |        |
| 18    | Цзиюань    | 济源市           | Jǐyuán shì         | Город субокружного уровня       |        |
| 19    | Ланькао    | 兰考县           | Lánkǎo xiàn        | Уезд провинциального подчинения |        |
| 20    | Жучжоу     | 汝州市           | Rǔzhōu shì         | Город субокружного уровня       |        |
| 21    | Гунъи      | 巩义市           | Gǒngyì shì         | Город субокружного уровня       |        |
| 22    | Дэнчжоу    | 邓州市           | Dèngzhōu shì       | Город субокружного уровня       |        |
| 23    | Юнчэн      | 永城市           | Yǒngchéng shì      | Город субокружного уровня       |        |
| 24    | Хуасянь    | 滑县             | Huá xiàn           | Уезд провинциального подчинения |        |
| 25    | Чанъюань   | 长垣市           | Chángyuán shì      | Город субокружного уровня       |        |
| 26    | Гуши       | 固始县           | Gùshǐ xiàn         | Уезд провинциального подчинения |        |
| 27    | Луи        | 鹿邑县           | Lùyì xiàn          | Уезд провинциального подчинения |        |
| 28    | Синьцай    | 新蔡县           | Xīncài xiàn        | Уезд провинциального подчинения |        |

## Вооружённые силы
В Чжэнчжоу расположены Университет информационной инженерии НОАК и центр МТО Центрального военного округа; в Синьсяне — штабы 83-й группы армий и 161-й десантно-штурмовой бригады; в Кайфыне — штаб 43-й воздушно-десантной дивизии; в Лояне — 66-я база Ракетных войск, штабы 662-й и 664-й ракетных бригад, Военный институт иностранных языков; в Саньмэнься — штаб 661-й ракетной бригады; в Наньяне — штаб 663-й ракетной бригады; в Синьяне — штаб 666-й ракетной бригады.

## Экономика
За последние два десятилетия в Хэнани было отмечено быстрое развитие экономики, и экономика развивалась более быстрыми темпами, чем в среднем по стране на 10 %. Этот быстрый рост превратил Хэнань из одной из беднейших провинций в одну из самых перспективных. В 2011 году в Хэнани ВВП составил 3.20 трлн. юаней (427 млрд долларов США), заняв пятое место по величине экономики в Китае.
Хэнань имеет промышленно-развитую экономику с неразвитостью сектора услуг. В 2009 году первичные, вторичные и третичные отрасли Хэнани, составляли 277 млрд юаней (40 млрд долларов США), 1.097 трлн юаней (160 млрд долларов США), и 563 млрд юаней (82 млрд долларов США) соответственно. Сельское хозяйство традиционно было столпом её экономики. Нации высокий пшеницы и кунжута обеспечила выход на второе место производство риса, зарабатывая репутацию житницы Китая. Хэнань является также важным производителем говядины, хлопка, кукурузы, свинины, животного масла. Производство и переработка продуктов питания составляет более 14 % продукции из провинции в средней промышленности.
Промышленность Хэнани традиционно основывалась на энергетической, текстильной и пищевой сферах, в последние десятилетия растут отрасли металлургии, химической промышленности, машиностроения и электроники. Хэнань занимает второе место по величине запасов молибдена в мире. Также провинция обладает значительными запасами угля, алюминия, щелочных металлов и вольфрама. Их вывоз и переработка являются одними из основных источников доходов.
Хэнань активно пытается построить свою экономику вокруг столицы провинции Чжэнчжоу, и есть надежда, что область может стать важным транспортным и производственным центром в будущем. В 2008 году объём торговли (экспорт и импорт) составил 17,5 млрд долларов США, включая 10,7 млрд.долларов США для экспорта. Начиная с 2002 года, было утверждено 7.111 иностранных предприятий и зарубежных инвестиционных фондов в размере 10.64 млрд. долларов США. Дружественные отношения провинцией установлены с 16 регионами в Соединенных Штатах, Японии, России, Франции, Германии и других государствах, а также с 32 зарубежными городами. В технопарке столицы запущено производство айфонов.
Хэнань в сфере услуг является недоразвитым регионом Китая. Финансы и торговля в основном сконцентрированы в городских центрах, таких как Чжэнчжоу, Лоян, где экономика подпитывается за счёт богатых потребителей. Для того, чтобы сделать экономику более технологичной на правительственном уровне создано ряд зон развития во всех крупных городах, поощрение отраслей, таких как программное обеспечение, информационные технологии, новых материалов био-фармацевтической и фото-техники-электроники. Хэнань не является основным местом для туристов.
В провинции Хэнань, как и в большинстве провинций Китая, минимальная заработная плата устанавливается разного уровня, в зависимости от уровня развития провинции, её районов и стоимости жизни. В провинции Хэнань существует три уровня минимальной заработной платы. По состоянию на 2022 год минимальный размер оплаты труда в провинции Хэнань составляет по районам: зона А — 2000 юаней ($313,58) и 19,6 юаней ($3,07) в час, зона B — 1800 юаней ($282,22) и 17,6 юаней ($2,76) в час, зона C — 1600 юаней ($250,87) и 15,6 юаней ($2,45) в час.
В 2023 году валовой региональный продукт провинции Хэнань увеличился на 4,1 % в годовом исчислении до 5,91 трлн юаней (832,23 млрд долл. США). 

### Промышленность
По состоянию на 2024 год в провинции насчитывалось 17 крупных автомобильных компаний и более 600 вспомогательных предприятий. За первые три квартала 2024 года объем экспорта автомобилей составил 23 млрд юаней, что на 22,3 % больше, чем в предыдущем году; объем экспорта электромобилей достиг 5,2 млрд юаней, увеличившись на 67 %.

### Сельское хозяйство
Провинция Хэнань является крупнейшим производителем пшеницы в Китае, на её долю приходится почти четверть общего урожая пшеницы в стране и посевных площадей этого вида зерновых.
В 2024 году совокупная площадь выращивания лекарственных растений в Хэнане составила 380 тыс. га, а объем производства — 2,36 млн тонн; в провинции работало 189 предприятий в сфере ТКМ с общим доходом более 50 млрд юаней (6,87 млрд долл. США).

### Внешняя торговля
В 2020 году внешнеторговый оборот провинции Хэнань вырос на 16,4 % в годовом выражении и составил 665,5 млрд юаней (102,9 млрд долл. США). Объём экспорта достиг 407,5 млрд юаней (+ 8,5 %), а импорт составил около 258 млрд юаней (+ 31,7 %). Основными статьями импорта являются интегральные схемы и другие компоненты для производства электроники, а основными статьями экспорта — мобильные телефоны (по состоянию на 2020 год на них приходилось около 56 % от общей стоимости внешней торговли), алюминиевый прокат, автомобили и сельскохозяйственная продукция. Крупнейшим внешнеторговым партнёром провинции Хэнань являются США, куда направляется основной объём экспорта мобильных телефонов; за ними следуют страны АСЕАН и Европейского союза.
По итогам 2022 года объем внешней торговли провинции Хэнань превысил 850 млрд юаней (118,4 млрд долл. США). По итогам первого полугодия 2023 года объем внешней торговли провинции Хэнань достиг 379,95 млрд юаней (53,15 млрд долл. США); экспорт увеличился на 2,4 % до 250,58 млрд юаней, а импорт составил 129,37 млрд юаней. Крупнейшими торговыми партнерами Хэнани стали США (71,99 млрд юаней), АСЕАН (52,34 млрд юаней), ЕС (42,54 млрд юаней) и Южная Корея (34,17 млрд юаней).

## Культура
Здесь находятся монастырь Шаолинь и пещерные храмы Лунмэн. Около Лояна находится древнейший буддийский храм Китая — Баймасы (Храм Белой лошади). Другим древним храмом является монастырь Фавансы, находящийся вблизи Дэнфэна. Хэнаньская опера является одним из традиционных жанров китайского театра.
В 2023 году в провинции Хэнань было обнаружено скопление из 22 древних гробниц.

## Наука

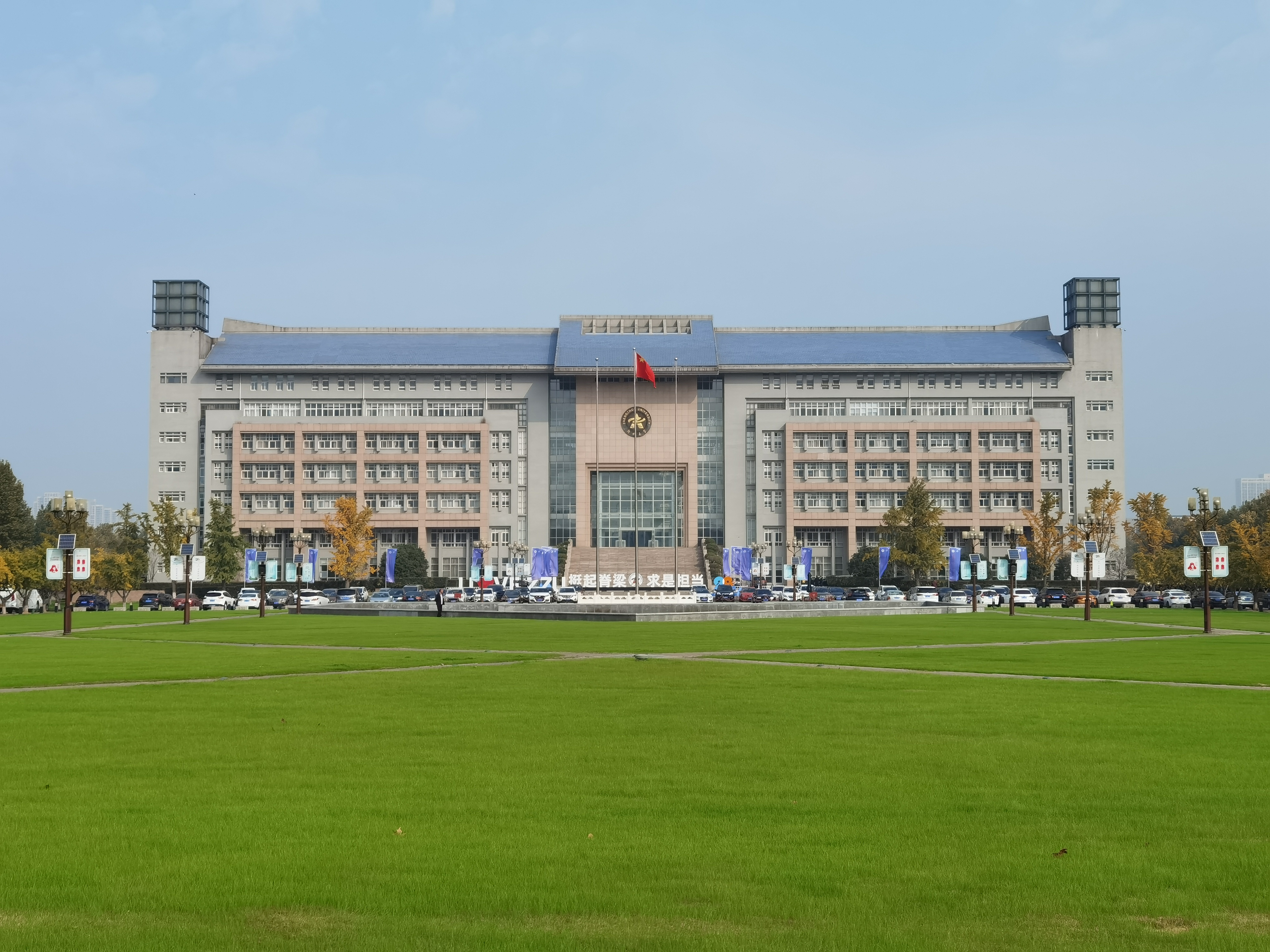
Университет Чжэнчжоу

Ведущими научно-исследовательскими учреждениями провинции Хэнань являются университет Чжэнчжоу, Первая и Вторая аффилированные больницы университета Чжэнчжоу, Хэнаньский университет (Кайфын и Чжэнчжоу), Хэнаньский педагогический университет (Синьсян), Хэнаньский сельскохозяйственный университет (Чжэнчжоу), Синьсянский медицинский университет (Синьсян), Хэнаньский научно-технологический университет (Лоян), Аньянский педагогический университет (Аньян), Университет лёгкой промышленности Чжэнчжоу (Чжэнчжоу), Наньянский педагогический университет (Наньян), Хэнаньский политехнический университет (Цзяоцзо), больница Хуайхэ Хэнаньского университета, Первая аффилированная больница Хэнаньского научно-технологического университета (Лоян), Синьсянский университет.